# Liste von Persönlichkeiten der Stadt Wernigerode

## Ehrenbürger
- 1833: August Wilhelm Stiehler, gräflicher Regierungs- und Polizeirat
- 1836: Hübener († 1865), Amtmann zu Veckenstedt
- 1871: Gustav Eduard von Hindersin, General im kaiserlichen Hauptquartier
- 1887: Adolph Friedrich, Sanitätsrat, anlässlich seines 50. Doktorjubiläums
- 1863: Hermann Forcke, Apotheker, schenkte der Stadt 1891 ein Grundstück zur Anlage einer Erziehungsanstalt für verwahrloste Kinder
- Adolf Hitler (1991 offiziell gelöscht)
- 1977: Otto Gerlach, Arbeiterveteran
- 1985: Werner Toerne, 1. Sekretär der SED-Kreisleitung
- 2013: Michael Ermrich, ehemaliger Landrat

## Söhne und Töchter der Stadt

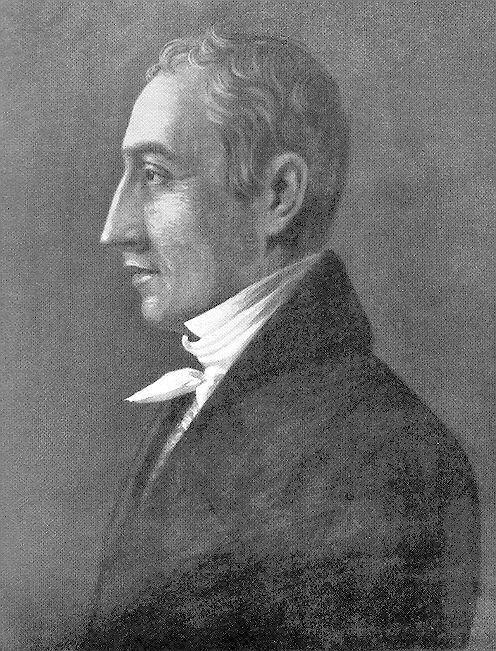
Christian Heinrich Delius

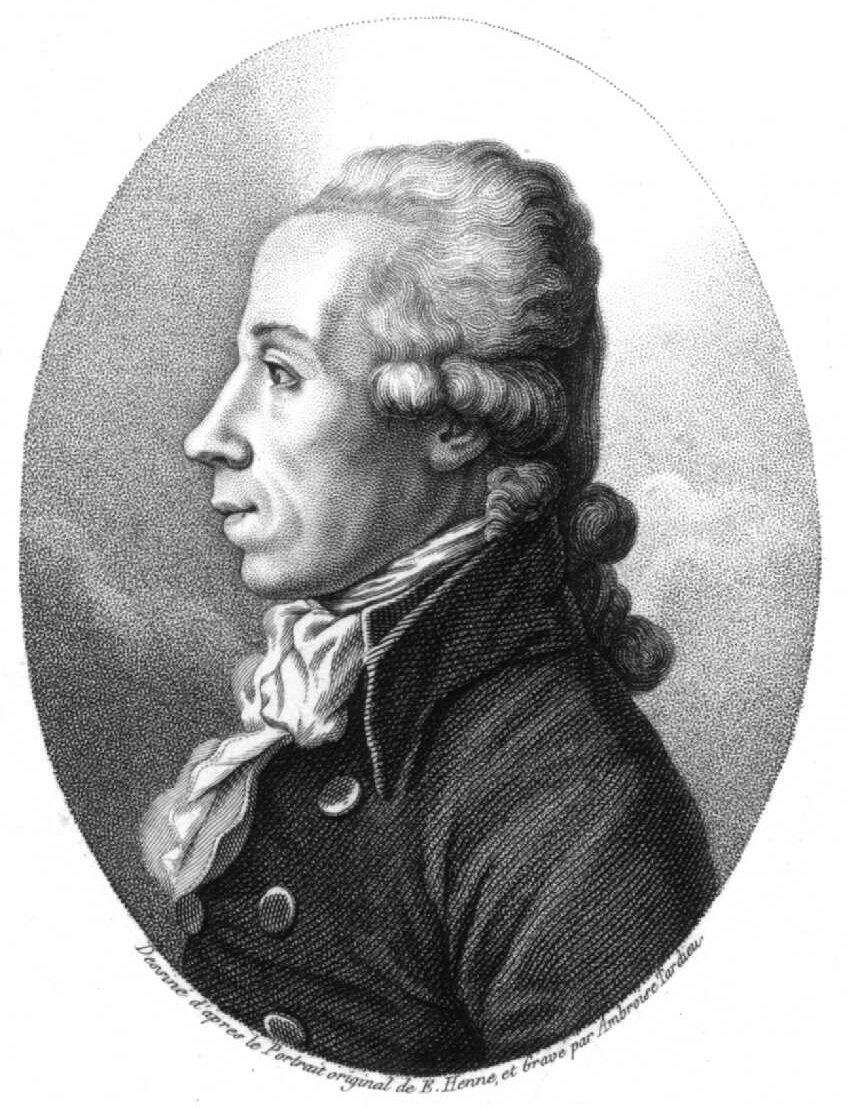
Martin Heinrich Klaproth

Heinrich Gottlieb Zerrenner

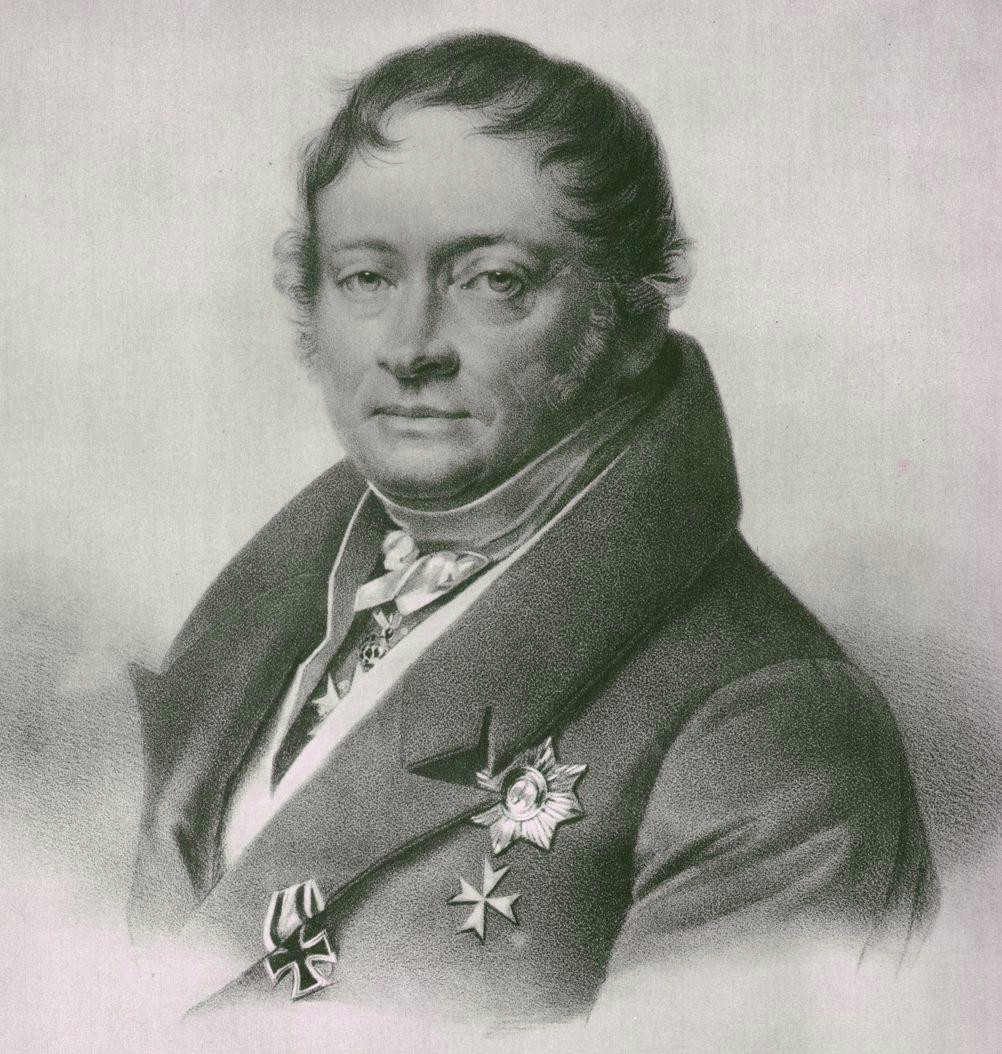
Graf Henrich zu Stolberg-Wernigerode

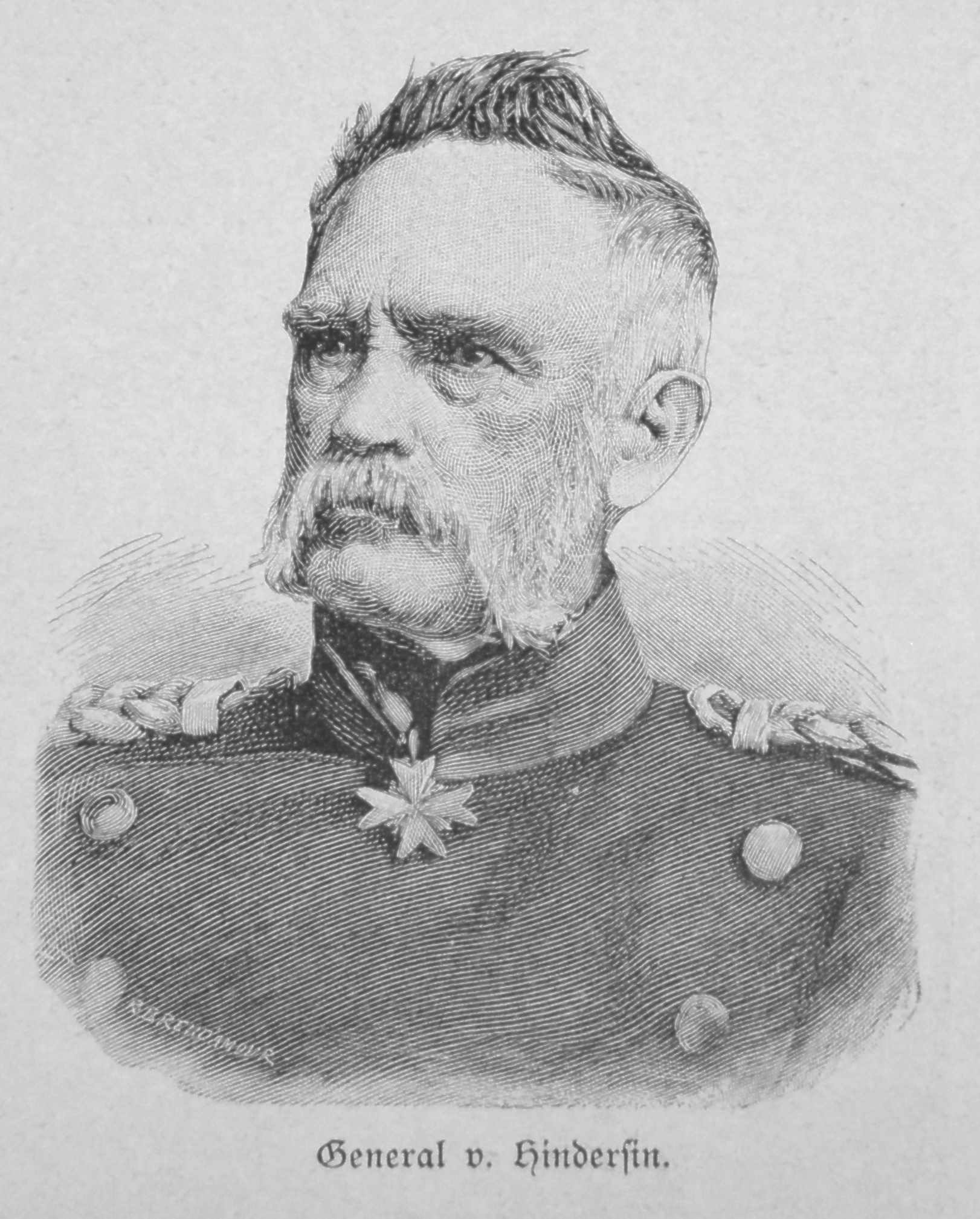
Gustav Eduard von Hindersin

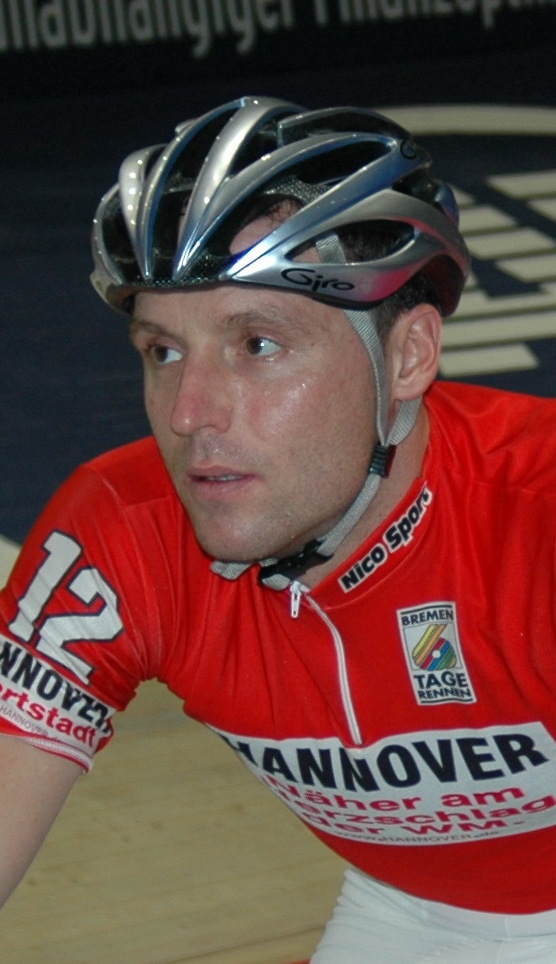
Guido Fulst

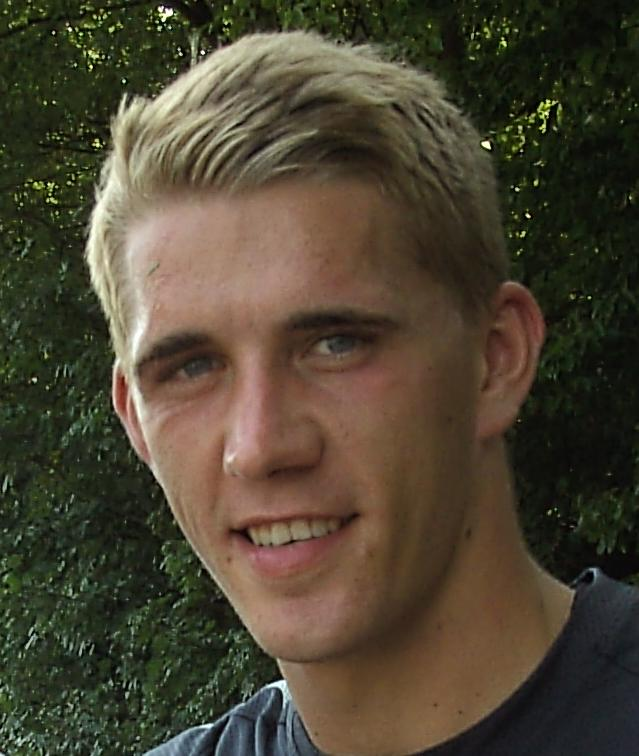
Nils Petersen

Die folgenden Personen sind in Wernigerode oder den heutigen Ortsteilen der Stadt geboren. Ob sie ihren späteren Wirkungskreis in Wernigerode hatten oder nicht, ist dabei unerheblich.

### Persönlichkeiten des Mittelalters
- Friedrich von Wernigerode († 1338), Regent der Grafschaft Wernigerode
- Albrecht von Wernigerode (1346–1419), 1411–1419 Bischof von Halberstadt
- Heinrich von Wernigerode († 1429), Regent der Grafschaft Wernigerode
- Cord Bote (vor 1475 – um 1501), Goldschmied und Chronist

### Persönlichkeiten der Frühen Neuzeit
- Heinrich Winkel (um 1493–um 1551), lutherischer Theologe und Reformator
- Johannes Erhardi (1543–1627), evangelischer Theologe und Generalsuperintendent von Lauenburg
- Arnold Engelbrecht (1582–1638), Kanzler des Fürstentums Braunschweig-Wolfenbüttel
- Johann Carl Spies (1663–1729), Mediziner und Professor in Helmstedt
- Andreas Töpfer (1668–1744), Generalsuperintendent der Niederlausitz und Oberhofprediger in Anhalt-Zerbst
- Christoph Cuntzius (1676–1722), Orgelbauer
- Johann Christoph Wolf (1683–1739), Theologe und Polyhistor in Hamburg
- Henning Calvör (1685/86–1766), Theologe, Lehrer und Gelehrter im Bereich der Bergbautechnik, geboren in Silstedt
- Johann Christian Wolf (1690–1770), Philologe
- Johann Liborius Zimmermann (1702–1734), evangelischer Theologe und Professor für Theologie
- Heinrich Ernst zu Stolberg-Wernigerode (1716–1778), Domherr, Propst und Kirchenliederdichter
- Gottfried Schütze (1719–1784), Pädagoge und Theologe in Altona und Hamburg
- Heinrich Friedrich Delius (1720–1791), Mediziner
- Johann Martin Müller (1722–1781), Pädagoge
- Christoph August Bode (1722–1796), Hochschullehrer an der Universität Helmstedt, Philologe und Orientalist
- Christian Ernst von Windheim (1722–1766), evangelischer Theologe und Orientalist
- Christiane Eleonore zu Dohna-Lauck (1723–1786), Dichterin, Äbtissin von Drübeck
- Christian Gottlieb Kratzenstein (1723–1795), Professor und Mitbegründer der physikalischen Medizin
- Johann Heinrich Kratzenstein (1728–1790), braunschweigischer Professor und Hofrat
- Johann Jacob Büchting (1729–1799), anhaltischer Landmesser und Markscheider
- Gotthilf Christian Reccard (1735–1798), evangelischer Theologe und Astronom
- Justus Friedrich Runde (1741–1807), Jurist und Rechtshistoriker
- Martin Heinrich Klaproth (1743–1817), Chemiker, Entdecker mehrerer Elemente
- Johann Werner Streithorst (1746–1800), evangelischer Theologe und Schriftsteller
- Christian Friedrich zu Stolberg-Wernigerode (1746–1824), regierender Graf über die Grafschaft Wernigerode
- Johann Christoph Unzer (1747–1809), Pädagoge, Journalist und Dichter
- Johann Friedrich Eich (1748–1807), Porträtmaler des Gleimkreises
- Christian Friedrich Schröder (1750–1800), Schriftsteller
- Heinrich Gottlieb Zerrenner (1750–1811), Schriftsteller und evangelischer Generalsuperintendent
- Christian August Ludwig Klaproth (1757–1812), preußischer Geheimer Kriegsrat
- Johann Friedrich Christian Gerlach (1763–1834), Gastwirt
- Johann Heinrich Marschhausen (1764–1813), Pädagoge und Historiker
- Carl August Schmid (1767–1822), Naturforscher und evangelischer Geistlicher
- Gräfin Luise zu Stolberg-Wernigerode (1771–1856), Äbtissin des Klosters Drübeck
- Friedrich Raßmann (1772–1831), Zeitungsherausgeber, Autor, Anthologist und Bibliograph
- Henrich zu Stolberg-Wernigerode (1772–1854), Politiker, Gründer der Henrichshütte in Hattingen
- Christian Heinrich Delius (1778–1840), Archivar und Historiker
- Erdmann Schmid (1778–1845), Baumeister
- Anton zu Stolberg-Wernigerode (1785–1854), Politiker am Hofe des Königs Friedrich Wilhelm IV. von Preußen
- Friedrich Sporleder (1787–1875), Regierungs- und Konsistorialrat, Stifter eines Legats
- Gottfried Jordan (1791–1860), sächsischer Unternehmer, geboren in Hasserode
- Karl Beyrich (1796–1834), Botaniker
- Ferdinand Friederich (1798–1873), evangelischer Pfarrer und Autor
- Theodor Schmid (1798–1877), Philologe

### Persönlichkeiten des 19. Jahrhunderts
- Heinrich Ernst Bindseil (1803–1876), Bibliothekar und Historiker, geboren in Nöschenrode
- Carl Zeisberg (1804–1850), Bibliothekar und Büchersammler
- Gustav Eduard von Hindersin (1804–1872), preußischer General
- Wilhelm zu Stolberg-Wernigerode (1807–1898), preußischer Politiker und General
- Adolf Friederich (1812–1892), Mediziner und Heimatforscher
- Adolf Mensching (1815–1881), Rechtsanwalt und Publizist
- August Wilhelm Grube (1816–1884), Pädagoge und Schriftsteller
- Ernst Rose (1821–um 1900), Bergmann und Fotograf
- Eduard Messow (1828–1911), Baumeister
- Carl Wilhelm Ludwig Jacob (1833–1880), Hamburger Kaufmann und Abgeordneter
- Wilhelm Brunotte (1844–1924), Pädagoge und Heimatforscher, geboren in Nöschenrode
- Oscar Boeters (1848–1912), Marineoffizier, zuletzt Konteradmiral der Kaiserlichen deutschen Marine, promovierter Chemiker und Erfinder, (Dr.-Ing.)
- Heinrich Ernst Boeters (1850–1932), Chirurg und Gründer einer Klinik in Görlitz
- Hermann Kiehne (1855–1936), Schriftsteller
- Alfred Baldamus (1856–1908), Historiker und Pädagoge
- Bernhard Boëss (1856–1929), Generalleutnant
- Eugen Grünwald (1856–1929), Gymnasialdirektor und Titularprofessor
- Eberhard Knopf (1858–1945), Schmied, Gastwirt und Kinobetreiber
- Fritz Koegel (1860–1904), Schriftsteller und Kunstwissenschaftler, geboren als Pfarrerssohn in Hasserode
- Hermann Gehrmann (1861–1916), Musikkritiker und Komponist
- Marie Netz (1861–nach 1931), Lehrerin und Politikerin (DNVP)
- Carl Goebel (1867–unbekannt), Tropenchirurg und Hochschullehrer
- Christian-Ernst Fürst zu Stolberg-Wernigerode (1864–1940), Standesherr, Chef des Hauses Stolberg-Wernigerode
- Gustav Trittel (1865–1929), Pädagoge und Mitglied des Deutschen Reichstags, geboren in Nöschenrode
- Otto Büchting (1868–1951), liberaler Kommunal- und Landespolitiker
- Sophie Gallwitz (1873–1948), Schriftstellerin
- Wilhelm Grosse (1873–1946), Schauspieler, geboren in Nöschenrode
- Alfred Müller-Edler (1875–1960), Hermetiker, Alchemist und esoterischer Schriftsteller
- Paul Renner (1878–1956), Maler und Typograf (u. a. Futura-Schriften)
- Bruno Jüttner (1880–1965), Maler
- Paul Jahn (1881–1959), Bürgermeister von Wernigerode, Gerichtspräsident des Hessischen Finanzgerichts
- Karl Försterling (1885–1960), Physiker
- Hermann Schwanecke (1889–1974), Geologe und Hochschullehrer
- August Niewerth (1890–nach 1980), Ingenieur, Unternehmer und Flugpionier, geboren in Hasserode
- Hans Holfelder (1891–1944), Chirurg, Radiologe, Hochschullehrer und SS-Führer, geboren in Nöschenrode
- Hugo Mötefindt (1893–1932), Prähistoriker und Volkskundler
- Otto Graf zu Stolberg-Wernigerode (1893–1984), Historiker und Professor an den Universitäten Rostock und München
- Wilhelm Bittrich (1894–1979), SS-Obergruppenführer im Zweiten Weltkrieg
- Hans Falkenhagen (1895–1971), Elektrolytforscher und Professor an der Universität Rostock
- Walter Dieck (1896–1985), Kunsthistoriker
- Hans Boeckh-Behrens (1898–1955), Generalleutnant im Zweiten Weltkrieg
- Wolf Hoffmann (1898–1979), Maler und Radierer
- Max Fischer (1900–1967), evangelischer Pfarrer und Missionar, Leiter der Bahnauer Bruderschaft
- Christian Hallbauer (1900–1954), aus Nazideutschland nach Norwegen emigrierter Maler und Grafiker
- Wilhelm Russo (1900–1954), Journalist und Bibliothekar

### Persönlichkeiten des 20. Jahrhunderts
- Friedrich Lütge (1901–1968), Ökonom, Sozial- und Wirtschaftshistoriker
- Werner Hartmann (1902–1963), Marineoffizier und U-Bootskommandant, geboren in Silstedt
- Otto Holfelder (1902–1980), Professor für Maschinenbau und Motorenkunde, geboren in Nöschenrode
- Max-Eckart Wolff (1902–1988), Flottillenadmiral der Bundesmarine
- Hermann Niehoff (1904–1989), Sportkegler
- Franz Nicklisch (1906–1975), Schauspieler und Synchronsprecher, geboren in Hasserode
- Friedrich Bachmann (1909–1982), Mathematiker
- Gerhard Wilhelm Heise (* 1911–nach 1982), Urologe
- Hermann Lindenburger (1911–1942), nationalsozialistischer Funktionär
- Heinrich Roloff (1911–1980), Bibliothekar
- Helmut Nötzoldt (1913–1994), Bühnenbildner und Maler
- Immanuel Kroeker (1913–2001), Architekt
- Karl Üblacker (1916–1999), Kunsthistoriker, Leiter des Feudalmuseums Wernigerode
- Rolf Hermichen (1918–2014), Jagdpilot im Zweiten Weltkrieg
- Georg von Gynz-Rekowski (1919–1997), Theologe und Heimatforscher
- Volrad Deneke (1920–2006), Journalist, Soziologe und FDP-Politiker
- Heinz Hildebrandt (1921–2003), Landtagsabgeordneter (FDP)
- Frank Glaser (1924–2002), Maler und Grafiker
- Karl Martin Bolte (1925–2011), Professor für Soziologie
- Heinz Fahrenkrog (1926–2004), langjähriger Präsident des Verbandes der Konsumgenossenschaften der DDR
- Peter Bruhn (1926–2009), Russland-Bibliograph
- Eberhard Möbius (1926–2020), Kabarettist, Schauspieler, Regisseur und Buchautor
- Irms Pauli (1926–1988), Kostümbildnerin
- Konrad Sasse (1926–1981), Musikwissenschaftler, Direktor des Händelhauses in Halle
- Hans Heinrich Angermüller (1928–2013), Politikwissenschaftler der DDR
- Paul Berke-Müller (1928–1984), Leiter des Landeskriminalamtes Niedersachsen
- Lutz Köllner (1928–1992), Wirtschaftswissenschaftler, Sozialwissenschaftler und Militärökonom
- Eckart Friedrichson (1930–1976), DDR-Schauspieler, bekannt als „Meister Nadelöhr“
- Karl Oppermann (1930–2022), Künstler
- Theodor Harder (1931–2016), Soziologe und Mathematiker
- Anni Dyck (* 1931), Missionarin und Schriftstellerin
- Wolfdietrich von Kloeden (1932–2024), evangelischer Theologe und Philosoph
- Hans-Wilhelm Vogt (1932–2020), Akkordeonist und Musikpädagoge sowie Komponist
- Rudolf Dannhauer (* 1934), Skilangläufer
- Horst Scheffler (1934–2018), Geologe, Leiter des Harzmuseums Wernigerode
- Manfred Trümper (1934–2024), theoretischer Physiker, die sich insbesondere mit Allgemeiner Relativitätstheorie befasste
- Josef Walz (1934–2016), Kunsthistoriker, Leitender Mitarbeiter am Feudalmuseum
- Waldtraut Lewin (1937–2017), Schriftstellerin, Dramaturgin und Regisseurin
- Gerd Peter Werner (1938–2019), Politiker (Bündnis 90/Die Grünen)
- Hermann Dieter Oemler (1939–2011), Fotograf und Sachbuchautor
- Manfred Preiß (* 1939), Minister für Regionale und Kommunale Angelegenheiten der DDR
- Otmar Alt (* 1940), Maler, Graphiker, Designer und Bildhauer
- Felix Busse (* 1940), Rechtsanwalt
- Rolf-Peter Horstmann (* 1940), Philosoph
- Ilona Kühne (* 1941), Ärztin und Politikerin der FDP
- Volker Küster (* 1941), Grafiker und Professor für Kommunikationsdesign in Essen
- Ludwig Nastansky (* 1941), Wirtschaftsinformatiker
- Bernd Heimberger (1942–2013), Schriftsteller, Literaturkritiker, Essayist, Heimatforscher und Kommunalpolitiker
- Heralde Schmitt-Ulms (1941–2020), Malerin, Objekt- und Installationskünstlerin sowie Herausgeberin
- Monika Wulf-Mathies geb. Baier (* 1942), Gewerkschafterin und SPD-Politikerin
- Wolf Barth (1942–2016), Mathematiker
- Ulrich Weiß (1942–2022), Filmregisseur und Drehbuchautor
- Peter-Uwe Witt (* 1942), Schauspieler und Kommunalpolitiker
- Bernd Heimberger (1942–2013), Schriftsteller, Literaturkritiker, Essayist, Heimatforscher und Kommunalpolitiker
- Barbara Beuys (1943–2025), Schriftstellerin, Redakteurin, Historikerin und Journalistin
- Matthias Grimm (1943–2020), Schauspieler, Hörspiel- und Synchronsprecher, Synchronautor und Dialogregisseur
- Reinhard Pelte (* 1943), Meteorologe, Ozeanograf, Sachbuchautor und Kriminalschriftsteller
- Ulf Rapp (* 1943), Biochemiker und Hochschullehrer
- Ingrid Bittner (1944–2002), Kinderärztin und Volkskammerabgeordnete
- Hans-Dirk Bierling (* 1944), CDU-Politiker
- Christian Engelmann (* 1944), Schauspieler und Aufnahmeleiter
- Monika Hauff (* 1944), Sängerin des Duos Hauff und Henkler
- Peter Niedziella (* 1944), Rundfunkmoderator und Nachrichtensprecher
- Karin Schulze (* 1944), Hochspringerin, Olympiateilnehmerin
- Rainer Wimmer (* 1944), Professor für Germanistik
- Christian Borngräber (1945–1992), Architekturhistoriker und Kunsttheoretiker
- Joachim Dennhardt (* 1945), Filmregisseur
- Bernd Kaut (* 1945), römisch-katholischer Priester und Prälat
- Jürgen Kindervater (1945–2023), Wirtschaftsmanager
- Irene Ellenberger (* 1946), SPD-Politikerin, 1994–1999 Sozialministerin des Freistaates Thüringen
- Peter Friedrichson (1946–2023), Schauspieler
- Sabine Glaser (* 1946), Schauspielerin
- Ingmar Lehmann (* 1946), Mathematiker, Hochschullehrer und Sachbuch-Autor
- Hellmuth Müller (* 1946), Jurist, Bundesverwaltungsrichter a. D.
- Rainer Schulze (* 1946), Buchhändler, Politiker, Sänger und Kabarettist
- Uwe Heuck (* 1947), Chemiker, von 1990 bis 1994 Landrat des Landkreises Wernigerode, dann Gewerbedirektor
- Jutta Geikler (* 1948), ehemalige Politikerin (PDS) und früheres Mitglied im Landtag von Sachsen-Anhalt
- Michael Leuschner (1948–2023), Pianist und Professor für Klavier an der Musikhochschule Freiburg im Breisgau
- Manfred Wulfert (* 1949), Landtagsabgeordneter (CDU)
- Klaus Breuing (1951–2021), Puppenspieler, Puppenmacher und Autor
- Lutz Unger (* 1951), Schwimmer, Olympiateilnehmer 1972 in München
- Lutz Bertram (* 1953), Radiomoderator
- Paul Bartsch (* 1954), Liedermacher und Autor
- Jörg Sobiella (* 1954), Journalist, Publizist und Autor
- Karsten Brandt (* 1958), Skilangläufer, Olympiateilnehmer 1984
- André Lüderitz (* 1958), Politiker (Die Linke)
- Günter Grohs (* 1958), Glasmaler und Gestalter von Paramenten
- Christoph D. Brumme (* 1962), Schriftsteller
- Lutz Stolberg (* 1964), Musikjournalist, Radiomoderator
- Michael Seidel (* 1964), Journalist
- Caspar René Hirschfeld (* 1965), Komponist, Tänzer und Violinist
- Birgit Schröder (* 1965), ehemalige Jugendpolitikerin, Vorsitzende der Freien Deutschen Jugend
- Peter Kopp (* 1967), Chorleiter und Dirigent
- Torald Rein (* 1968), Skilangläufer
- Tobias Marhold (* 1969), 1998–2005 Abgeordneter des Deutschen Bundestages
- Guido Fulst (* 1970), Olympiasieger und Weltmeister im Radsport
- Yves Ollech (* 1970), Koch
- Susanne Kutter (* 1971), Installations- und Video-Künstlerin
- Peggy Wolf (* 1971), Journalistin und Autorin
- Kristin Weingart (* 1974), evangelische Theologin
- Dirk Beutner (* 1976), Mediziner
- Stefan Kuna (* 1976), Radio- und Eventmoderator, ehemaliger Stadionsprecher Hannover 96
- Tobias Schulze (* 1976), Politiker (Die Linke)
- Eva-Maria Heinrich (* 1977), Kommunikationsdesignerin
- Norman Dannhauer (* 1979), Bobfahrer
- Konrad Paul (* 1979), Kirchenmusiker, Organist, Dirigent und Komponist
- Tobias Kascha (* 1980), Kaufmann, Tourismusfachwirt und Politiker (SPD)
- Janek Liebetruth (* 1980), Theaterregisseur
- Thomas Schäfer (* 1980), Paracycler
- Enrico Becker (1982–2014), Motorradrennfahrer
- Michael Schäfer (* 1982), ehemaliger Politiker (NPD)
- Marcel Lichters (* 1983), Wirtschaftswissenschaftler
- Jenny Rasche (* 1983), Sozialarbeiterin und Vorsitzende des Vereins Kinderhilfe für Siebenbürgen e.V.
- Anne-Christine Heinrich (* 1984), Jazzflötistin
- Michael Preuß (* 1984), Fußballspieler
- Jens Baxmann (* 1985), Eishockeyspieler
- Remo Schulze (* 1988), Schauspieler
- Nils Petersen (* 1988), Fußballspieler
- Felix Ahr (* 1990), Volleyballspieler
- Christopher Grotheer (* 1992), Skeletonsportler, Olympiasieger 2022
- Karl Schaper (* 1992), Schauspieler
- Aron Boks (* 1997), Autor
- Elias Löder (* 2000), Fußballspieler

### Persönlichkeiten des 21. Jahrhunderts
- Kim Amy Duschek (* 2007), Skispringerin

## Weitere mit Wernigerode verbundene Persönlichkeiten

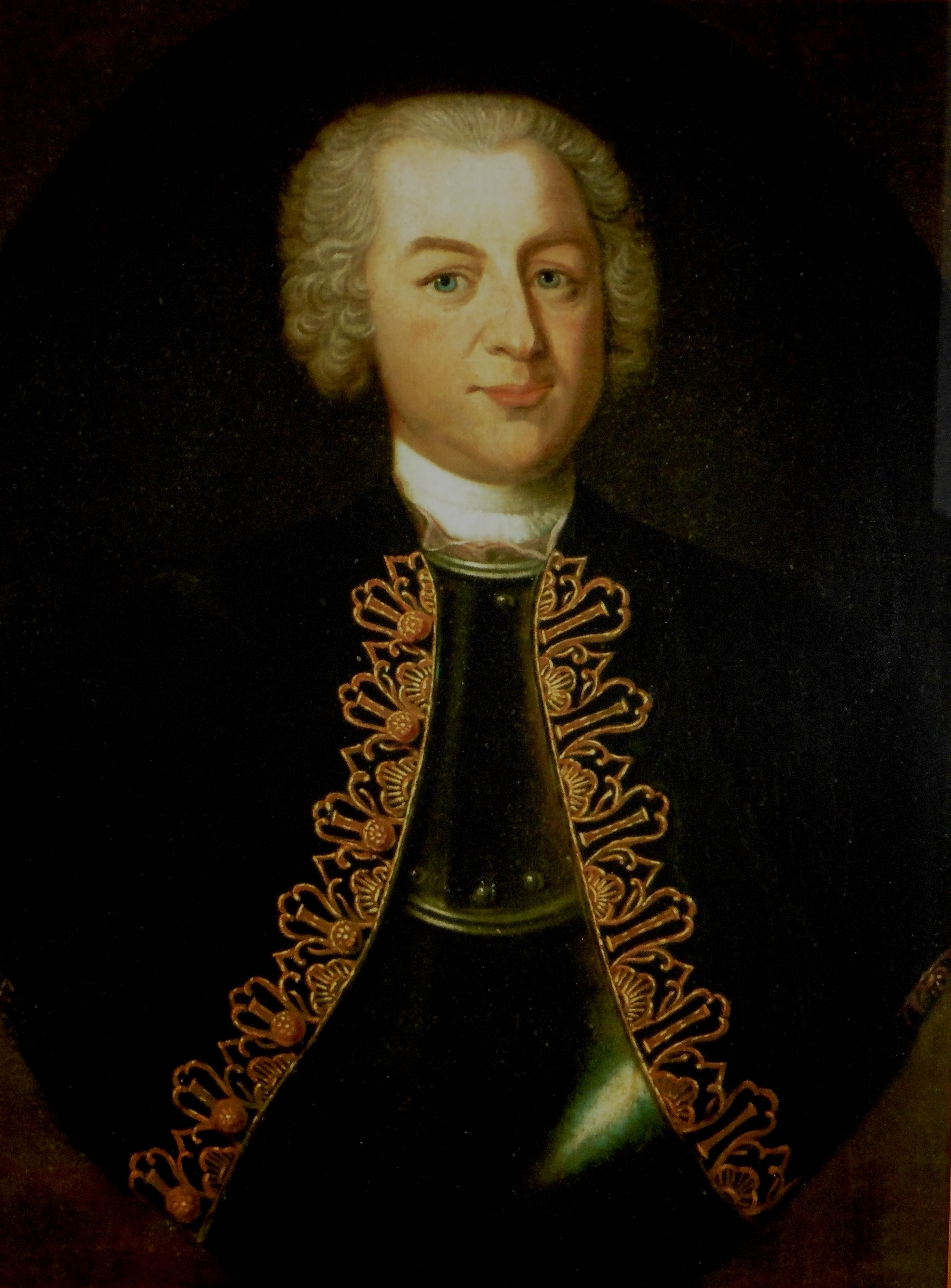
Johann Georg von Langen

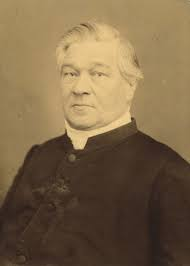
Julius Karl Arndt

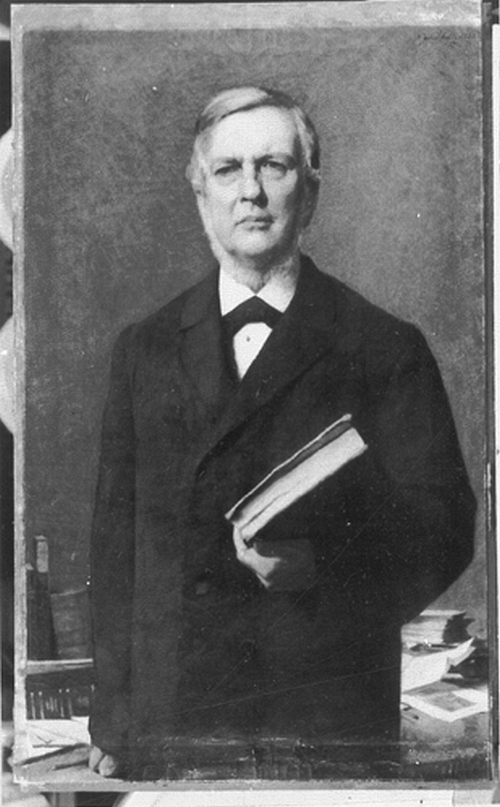
Ernst Förstemann

Adolf Krummacher

Gustav Lange

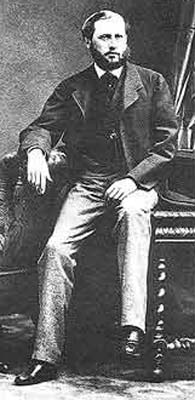
Fürst Otto zu Stolberg-Wernigerode

Justus von Olshausen

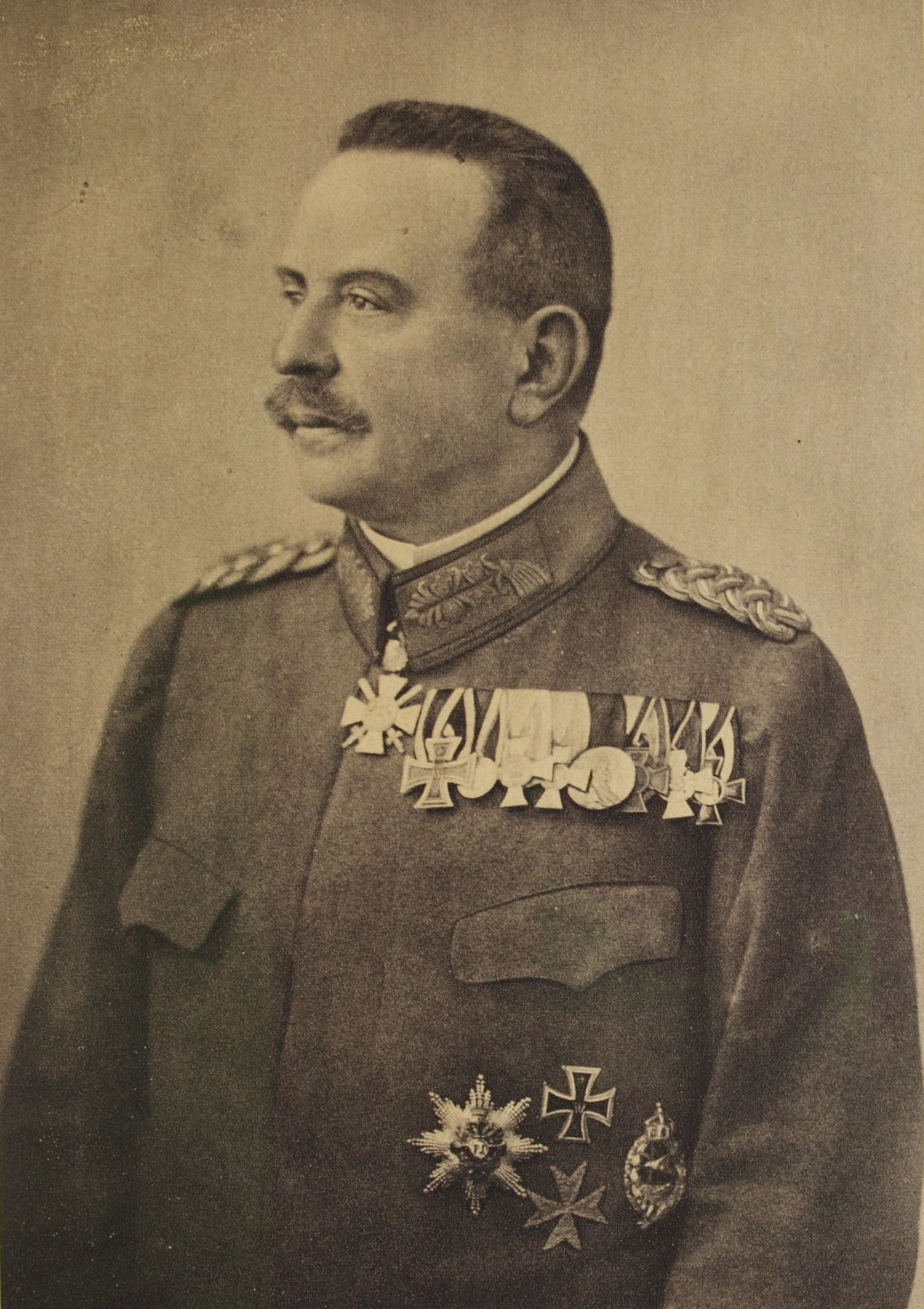
Walter von Eberhardt

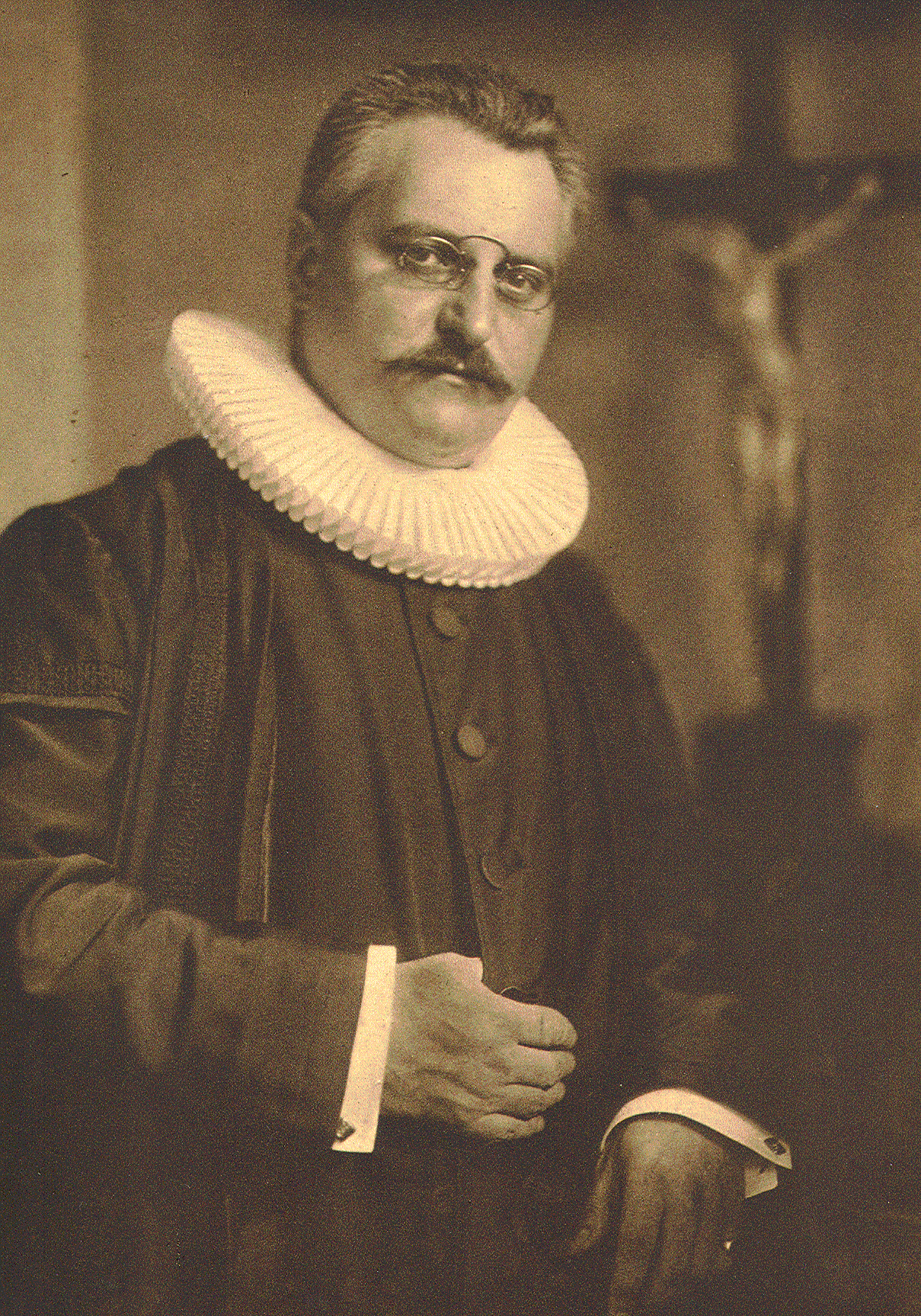
Curt Stage

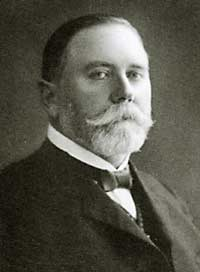
Wilhelm Schmidt

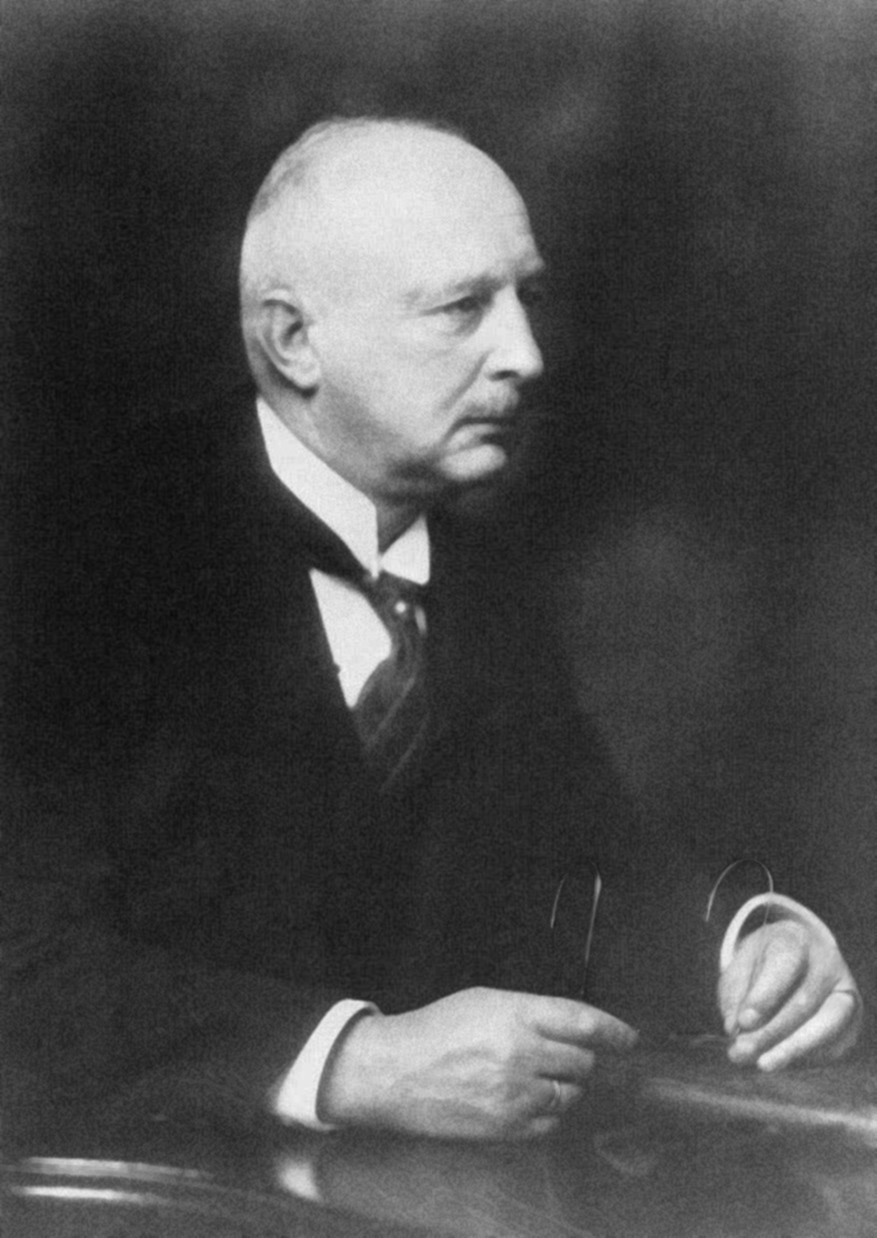
Alkmar von Alvensleben

Hans Mierendorff

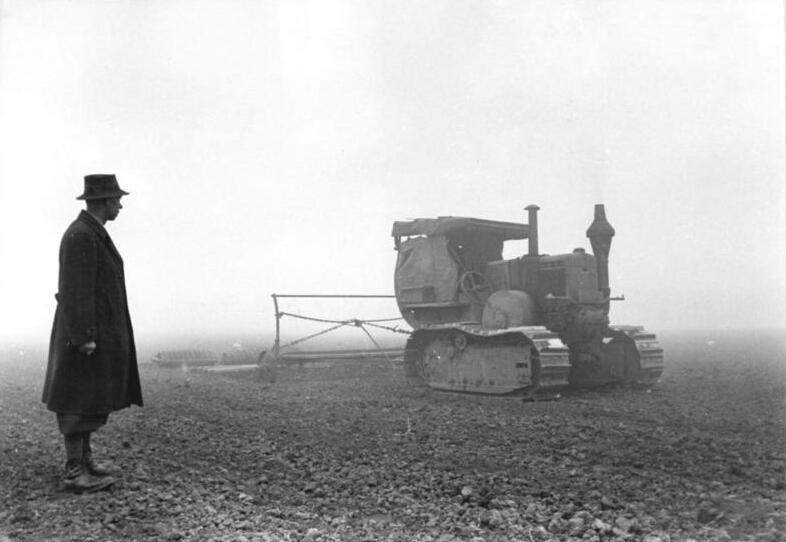
Franz Vettel

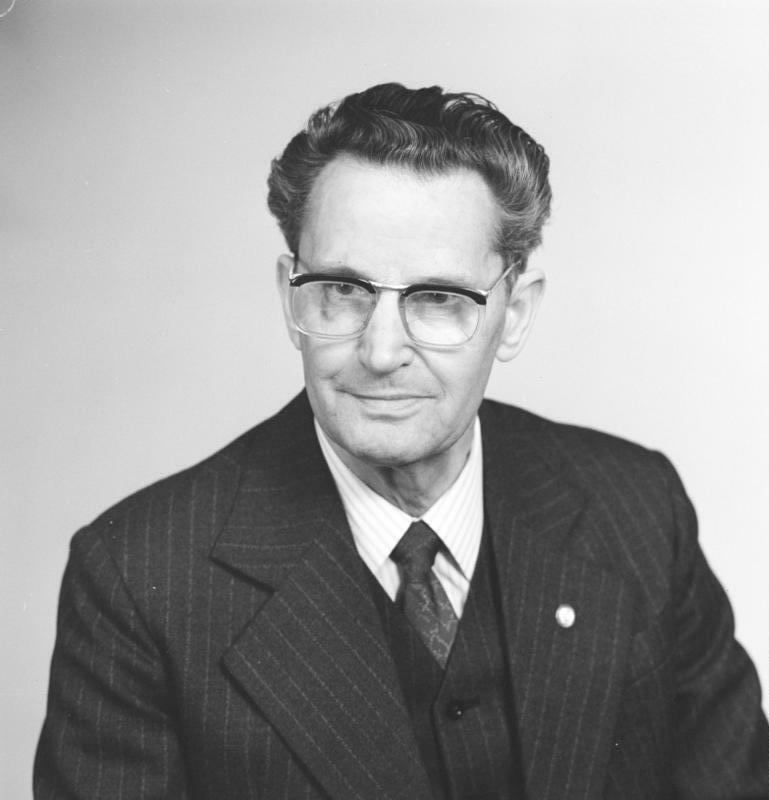
Alois Pisnik

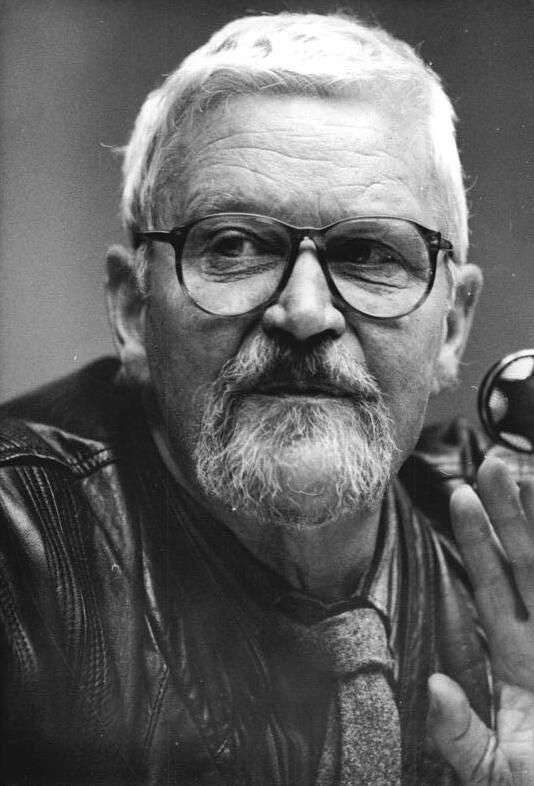
Jo Jastram

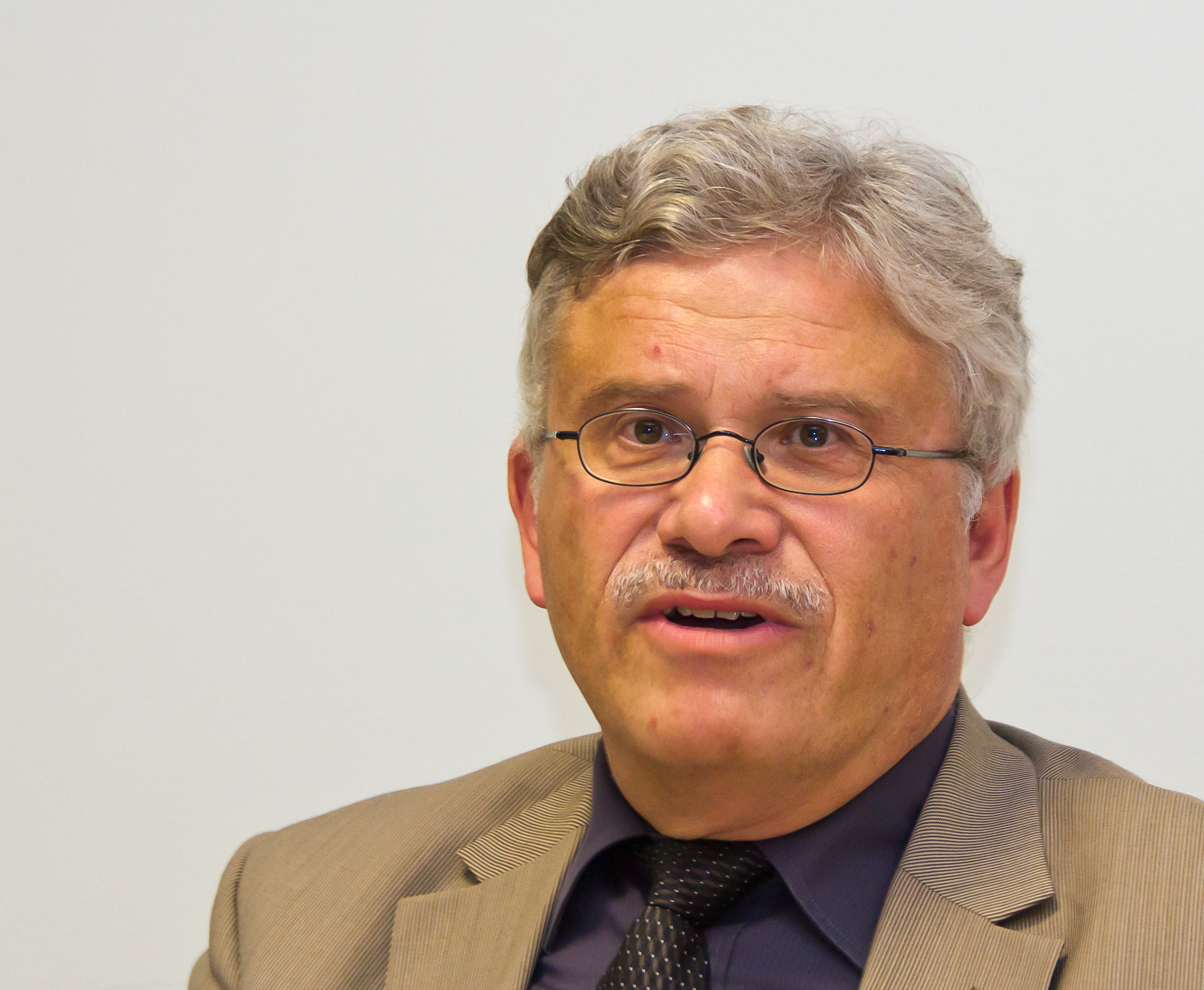
Matthias Puhle

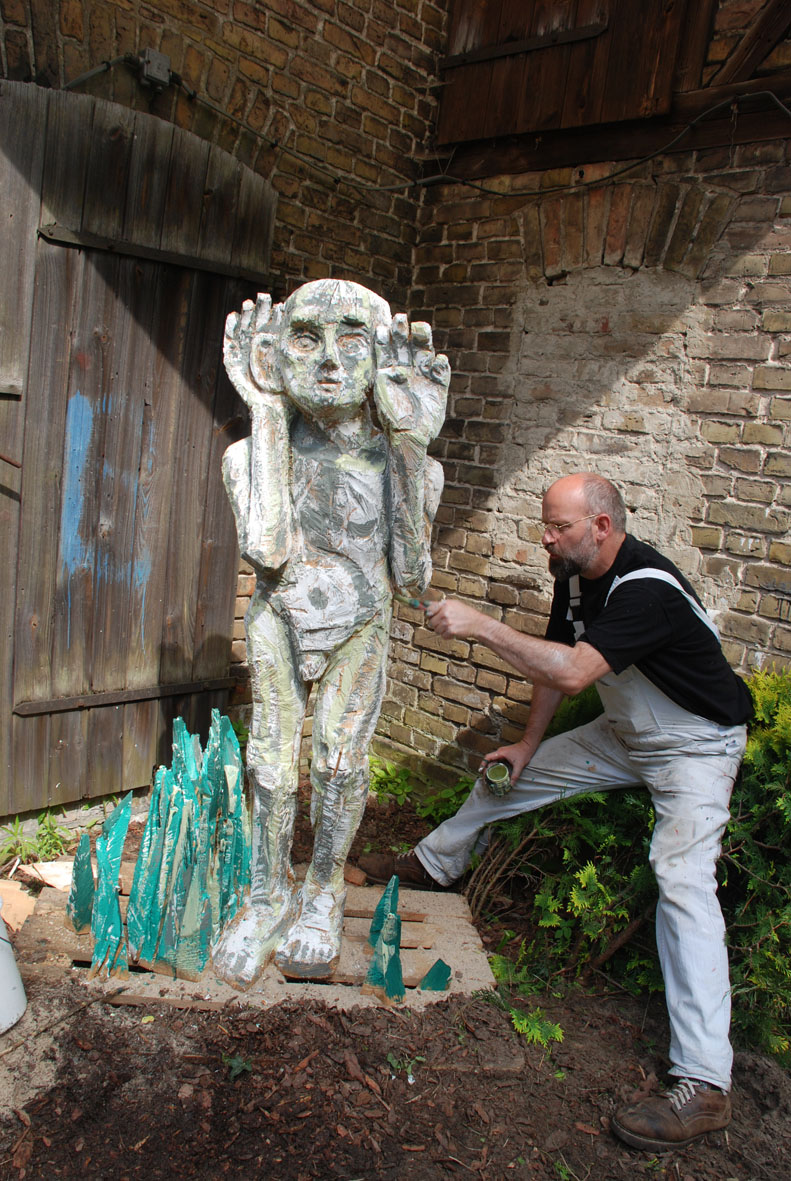
Rainer Ehrt bei der Arbeit

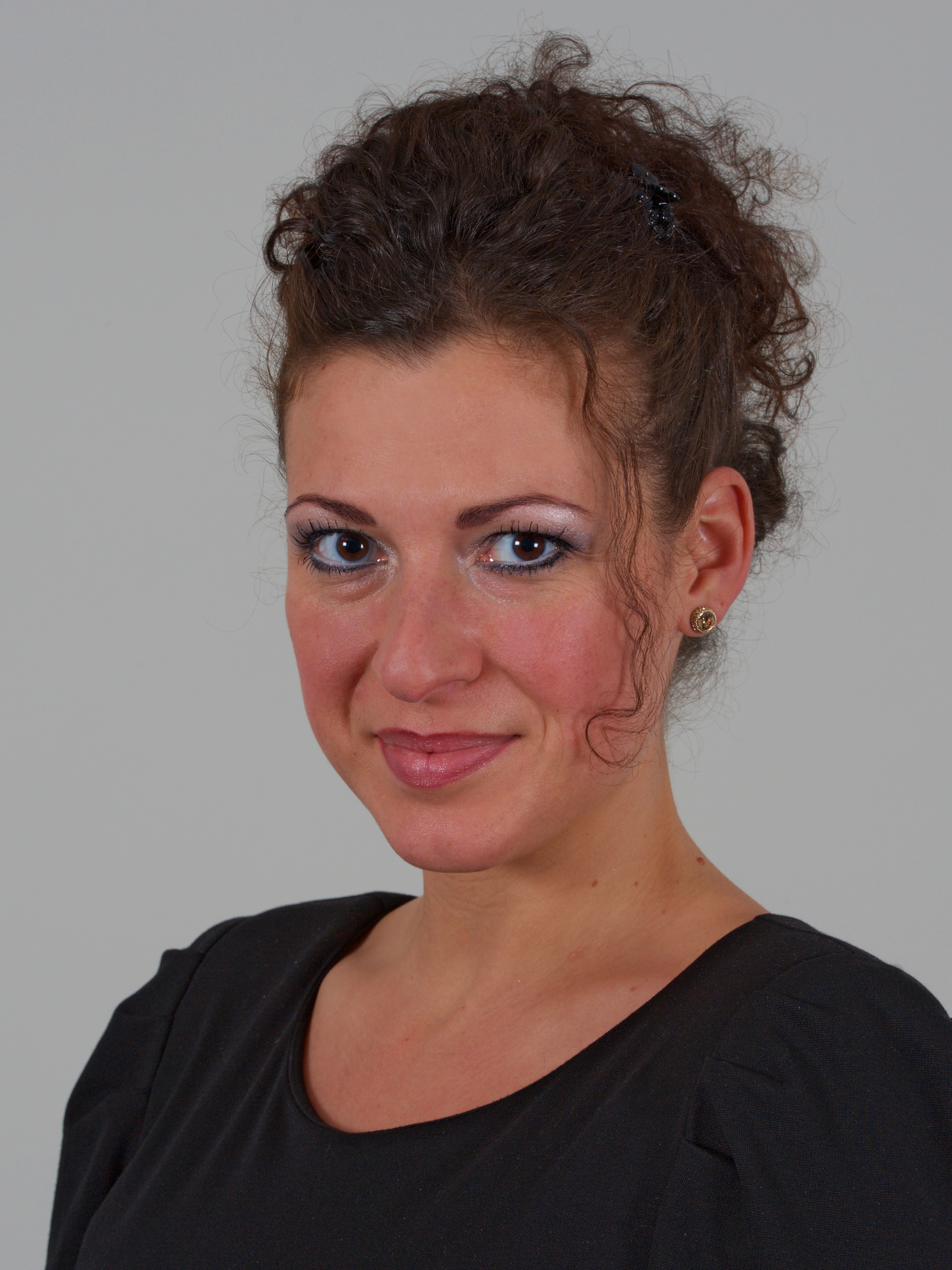
Evelyn Edler

Mit der Stadt Wernigerode sind ferner die folgenden Personen verbunden, die aber nicht in Wernigerode geboren sind:
- Anthonius von Werthern († 1513), zwischen 1498 und 1502 gräflich-stolbergischer Marschall und Amtmann
- Wilhelm Reiffenstein (* um 1482 – 1538), gräflicher Rentmeister und Humanist
- Tilemann Plathner (1490–1551), erster Superintendent der Grafschaften Stolberg und Wernigerode
- Dietrich von Gadenstedt (1511–1586), gräflich-stolbergischer Stadthauptmann von Wernigerode
- Georg Thym (um 1520 – 1560/61), Pädagoge, Dichter und Autor, 1550–1558 Ludimagister am Lyceum Wernigerode
- Mette Fliß († 1583), im Zuge der Hexenverfolgung verbrannte Einwohnerin aus Drübeck.
- Katharina Bernburg († 1597), aus Rohrsheim stammendes Opfer der Hexenverfolgung in Wernigerode
- Andreas Schoppe (um 1538–1614), lutherischer Theologe, Erbauungsschriftsteller und Chronist
- Wolf Ernst zu Stolberg (1546–1606), Regent der Grafschaft Wernigerode, starb auf Schloss Wernigerode
- Simon Bingelhelm (1565–1600), berüchtigter Krimineller, der auch in Wernigerode sein Unwesen trieb
- Johannes Fortmann (1576–1654), evangelischer Theologe und Poet, starb in Wernigerode
- Daniel Mönchmeier (1582–1635), Pädagoge und evangelischer Theologe, Rektor des Lyceums in Wernigerode
- Christian Bilefeld (1617–1695), evangelisch-lutherischer Theologe und Superintendent
- Philipp Ernst Förster (1618–1658), Hof- und Justizrat und Kanzleidirektor der Grafen zu Stolberg
- Ludwig Günther Martini (1647–1719), Jurist und Kanzleidirektor der Grafen zu Stolberg
- Heinrich Georg Neuss (1654–1716), Kirchenlieddichter und Pastor in Wernigerode
- Christoph Adam Jäger von Jägersberg (1684–1759), Hofmeister und Kirchenliederdichter
- Eustasius Friedrich Schütze (1688–1758), Theologe in Altona, von 1715 bis 1738 Schulrektor in Wernigerode
- Christian Ernst zu Stolberg-Wernigerode (1691–1771), regierender Graf und Förderer der Stadtentwicklung
- Johann Friedrich Penther (1693–1749), Baumeister und Architekturtheoretiker, Schöpfer des Gnomons für Wernigerode
- Johann Ludwig Konrad Allendorf (1693–1773), Pädagoge und Kirchenliederdichter, 1750–1755 Pfarrer in Wernigerode
- Julius Leopold von Caprivi (1695–1768), Archivar und Historiker, Urgroßvater des dt. Reichskanzlers
- Anton Heinrich Walbaum (1696–1753), sachsen-saalfeldischer Hofrat und Pietist, lebte 1746–1753 in Wernigerode
- Johann Heinrich Peters (1697–1754), Steinbildhauer, betrieb hier von 1729 bis 1738 eine Bildhauerwerkstatt
- Johann Georg von Langen (1699–1776), gräflich-stolberg-wernigerödischer Forst- und Oberjägermeister
- Johann Friedrich Heintzmann (1716–1764), gräflicher Baumeister, er baute u. a. das heutige Robert Koch-Institut
- Hans Dietrich von Zanthier (1717–1778), gräflich-stolbergischer Oberforst- und Jägermeister
- Johann Gottlob Lehmann (1719–1767), Mineraloge und Geologe, Bergamtsdirektor in Hasserode
- Georg Ludwig von Hardenberg (1720–1786), evangelischer Domdechant und Hymnologe, Benutzer der gräflichen Bibliothek
- Johann Friedrich Plessing (1720–1793), Oberpfarrer und Konsistorialrat in Wernigerode
- Christoph Gottfried Jacobi (1724–1789), evangelischer Theologe und Liederdichter, arbeitete hier als Konrektor und Bibliothekar
- Johann Friedrich Schmid (1729–1811), Hofprediger und Superintendent der Grafschaft Wernigerode
- Heinrich Christian von Selchow (1732–1795), Jurist, wurde in Wernigerode erzogen
- Friedrich Joseph Wilhelm Schröder (1733–1778), Mediziner und Hochschullehrer, besuchte hier das Lyzeum
- Hermann Daniel Hermes (1734–1807), evangelischer Theologe, besuchte hier das Lyzeum
- Heinrich Ernst Raßmann (1734–1812), Lehrer und Bibliothekar.
- Emanuel Schultze (1740–1809), evangelischer Missionar, der in Wernigerode ordiniert wurde und Vater des 6. Gouverneurs von Pennsylvania
- Johann Christoph Kunze (1744–1807), Pietist und evangelischer Missionar, der in Wernigerode ordiniert wurde
- Lorenz Benzler (1747–1817), Schriftsteller und Bibliothekar des Grafen Christian Friedrich zu Stolberg-Wernigerode
- Christian Wilhelm Gericke (1748–1803), Pietist und evangelischer Missionar, der in Wernigerode ordiniert wurde
- Johann Michael Sailer (1751–1832), kath. Theologe u. späterer Bischof von Regensburg, lebte zeitweise beim Grafen
- Lazare Nicolas Marguerite Carnot (1753–1823), französischer Offizier, Mathematiker und Politiker, lebte zeitweilig in Wernigerode, wo er die gräfliche Bibliothek für seines wissenschaftlichen Werke nutzte
- Johann Andreas Christian Löhr (1764–1823), evangelischer Theologe und Schriftsteller, wuchs in Wernigerode auf und besuchte hier das Lyzeum
- Ludwig Stock (1778–1861), Leiter des Provinzialarchivs Magdeburg, verbrachte seinen Lebensabend in Wernigerode
- Friedrich Joachim Philipp von Suckow (1789–1854), Dichter und Erzähler. Begründer und Redakteur der Zeitschrift „Sundine“
- Ernst Julius Philipp Thiele (1791-vor 1874), Hofbuchdrucker, Herausgeber und Schulze
- Eduard Nehse (1794–nach 1855), Kanzlist des städtischen Magistrats in Wernigerode, ab 1834 Brockenwirt und Leiter einer meteorologischen Station auf dem Gipfel des Brocken
- Victor Aimé Huber (1800–1869), Sozialreformer, Mitbegründer des Genossenschaftswesens, wirkte zuletzt in Wernigerode und starb hier
- Friedrich von Hagen (1801–1880), gräflicher Oberforstmeister, nach dem die Verbindungsstraße nach Schierke benannt worden ist
- Ernst Helbig (1802–1866), Harzmaler, lebte in Nöschenrode
- Otto Linné Erdmann (1804–1869), Chemiker, leitete 1826/27 die Nickelhütte in Hasserode
- Wilhelm Appuhn (1804–1882), evangelischer Theologe, † in Wernigerode
- Graf Botho zu Stolberg-Wernigerode (1805–1881), Historiker und Burgenforscher
- Gustav Albert John (1808–†), evangelischer Theologe, besuchte hier das Lyceum und war Informator des Grafen Anton zu Stolberg-Wernigerode
- Julius von Bose (1809–1894), preußischer General der Infanterie, gestorben in Hasserode
- Karl August Schapper (1815–1898), evangelischer Theologe und Predigerseminardirektor, setzte sich in Wernigerode zur Ruhe und starb hier
- Friedrich Ladegast (1818–1905), Orgelbauer, baute die Orgel in der Johanniskirche
- Wolfgang Friedrich Geß (1819–1891), evangelischer Theologe, verbrachte ab 1884 seinen Ruhestand in Wernigerode
- Julius Karl Arndt (1820–1888), evangelischer Pfarrer und Kirchenlieddichter
- Gottlieb von Rosen (1822–1892), Regierungsrat und Oberbeamter von 1859 bis 1876 in Wernigerode
- Heinrich Pröhle (1822–1895), Schriftsteller, lebte von 1854 bis 1857 in Wernigerode
- Gustav Lothholz (1822–1903), klassischer Philologe und Pädagoge, 1861–1864 Lehrer am gräfl. Gymnasium
- Ernst Förstemann (1822–1906), Lehrer sowie gräflich-stolbergischer Bibliothekar und Archivar
- Carl Triebel (1823–1885), Landschafts- und Architekturmaler und Radierer
- Adolf Krummacher (1824–1884), evangelischer Theologe und Kirchenliederdichter, starb in Wernigerode
- Karl von Oven (1824–1907), Regierungsrat und Landrat, starb in Wernigerode
- Lina Walther (1824–1907), Schriftstellerin, verbrachte die letzten Lebensjahre hier
- Friedrich von Schmidt (1825–1891), Architekt und Ehrenbürger der Stadt Wien, nach seinen Plänen entstand die Schlosskapelle
- Rudolph Elvers (1825–1891), Landrat des Kreises Wernigerode
- Heinrich Fintelmann (1825–1895), gräflich-stolbergischer Hofgärtner, später Garteninspektor und Gartenbaulehrer in Potsdam
- Rudolph Neuß (1826–1892), von 1872 bis 1884 Bürgermeister von Wernigerode
- Graf Theodor zu Stolberg-Wernigerode (1827–1902), Rittergutsbesitzer und Mitglied des deutschen Reichstags
- Gustav Lange (1830–1889), Komponist, lebte zuletzt in Wernigerode
- Robert Weber (1830–1890), Landschaftsmaler
- Robert Radecke (1830–1911), Komponist, Dirigent und Musikpädagoge, starb hier
- August von Lentze (1832–1920), preußischer Offizier, zuletzt General der Infanterie, starb in Wernigerode
- Eduard Jacobs (1833–1919), fürstlicher Bibliothekar und Archivar sowie Historiker
- Johannes Karl Friedrich Hesekiel (1835–1918), ev. Theologe, verbrachte seinen Ruhestand in Wernigerode
- Fürst Otto zu Stolberg-Wernigerode (1837–1896), Vize-Reichskanzler, Oberhaupt des Hauses Stolberg-Wernigerode
- Fürstin Anna zu Stolberg-Wernigerode (1837–1907), Ehefrau von Fürst Otto
- Bernhard Baurschmidt (1839–1906), Regierungsbeamter und Mitglied des Deutschen Reichstags, starb in Wernigerode
- Gustav Krahmer (1839–1905), General und Schriftsteller, starb in Wernigerode
- Gottlieb Leuchtenberger (1839–1914), Pädagoge und Philosoph, starb in Wernigerode
- Constantin zu Stolberg-Wernigerode (1843–1905), Oberpräsident der Provinz Hannover, an ihn erinnert der Constantinstein im Tiergarten
- Philipp von Bismarck (1844–1894), Rittergutsbesitzer und Parlamentarier, starb in Wernigerode
- Hermann Richard Pott (1844–1903), Mediziner, starb in Wernigerode
- Friedrich Peltz (1844–1914), Architekt und preußischer Baubeamter
- Albert Thiede (1844–1918), Theaterschauspieler und Regisseur, war am Kurtheater tätig und starb in Wernigerode
- Justus von Olshausen (1844–1924), Rechtswissenschaftler, Oberreichsanwalt und Senatspräsident am Reichsgericht, starb hier
- Mina Koch (1845–1924), Komponistin, lebte von 1906 bis 1923 in Wernigerode und wurde hier 1924 beerdigt
- Hans Grisebach (1848–1904), Architekt, nach seinen Plänen entstand u. a. das Erbprinzenpalais, die Villa Hasert und das Gasthaus Steinerne Renne
- Maximilian Nitze (1848–1906), Urologe, Erfinder des Zystoskopes, besuchte hier bis 1869 das Gymnasium
- Gustav Kuntzsch (1848–1919), Holzbildhauer, der eigene Firma in Wernigerode gründete
- Hermann Sternheim (1849–1916), Journalist, Schriftsteller und Theaterdirektor, wohnte hier
- Fritz Rimrott (1849–1923), Ingenieur und Reichsbahnbeamter, starb hier
- Paul Nethe (1849–1926), General der Infanterie, starb hier
- Ernst von Sommerfeld (1850–1917), preußischer Generalmajor, besuchte in Wernigerode das Gymnasium
- Heinrich Conrad Huch (1850–1931), Verlagsbuchhändler und Gründer des Harzklubs, Denkmal unweit der Steinernen Renne
- Rodgero Prümers (1852–1921), Historiker und Archivar, starb hier
- Adolf Brinkmann (1854–1923), Heimatforscher, Lehrer in Wernigerode
- Hans Rimpau (1854–1919), Jurist, Rittergutsbesitzer und Reichstagsmitglied, arbeitete zeitweise am Amtsgericht Wernigerode
- Hermann von Stein (1854–1927), preußischer General der Artillerie und Kriegsminister, begraben auf dem Theobaldifriedhof in Nöschenrode
- Werner von Heynitz (1854–1928), preußischer Generalleutnant, starb in Wernigerode
- Rudolf Prietze (1854–1933), Afrika-Sprachforscher, lebte ab etwa 1920 bis zu seinem Tod in Wernigerode
- Günther von Sydow (1855–1924), Verwaltungs- und Kirchenbeamter, starb hier
- Günther von Hertzberg (1855–1937), von 1890/1891 bis 1902 Landrat in Wernigerode
- Walter Friedensburg (1855–1938), Archivar und Historiker, starb in Wernigerode
- Rudolf Stammler (1856–1938), Rechtsphilosoph, starb in Wernigerode
- Johannes Arndt (1857–1931), Missionar in Südafrika, Schulbesuch in Wernigerode
- Wilhelm Schmidt (1858–1924), Ingenieur und Erfinder
- Karl von Stumpff (1858–1936), preußischer Generalleutnant im Ersten Weltkrieg, setzte sich hier zur Ruhe
- Ewald Vogtherr (1859–1923), sozialdemokratischer Politiker, lebte als Schriftsteller einige Jahre in Wernigerode
- Ernst Ebeling (1859–1932), Oberbürgermeister von Dessau, lebte in Wernigerode im Ruhestand
- Ernst von Eschwege (1859–1932), war von 1897 bis 1929 Oberforstmeister des Fürsten Christian Ernst zu Stolberg-Wernigerode
- Johannes Bürger (1860–1915), Apotheker, Gründer der Ysat-Fabrik in Wernigerode
- August Trautewein (1860–1932), Politiker (SPD), lebte zwei Jahre als Schmied in Wernigerode
- Fritz von Zehmen (1860–1942), Generalmajor im Ersten Weltkrieg, starb hier
- Paul Blau (1861–1944), Superintendent in Wernigerode
- Walter von Eberhardt (1862–1944), Generalleutnant, starb hier
- Oswald Bergener (1862–1945), Schriftsteller, lebte ab 1936 in der Villa Hornstraße 4
- Hermann Krukenberg (1863–1935), Arzt und Orthopäde
- Georg Arndt (1863–1939), evangelischer Theologe, war ehrenamtlich als Archivar für Fürst Stolberg tätig und setzte sich in Wernigerode zur Ruhe
- Ernst Lohmann (1863–1941), Verwaltungsjurist, fürstlicher Kammerpräsident
- Paul Kilburger (1863–1951), fürstlicher Baumeister und Architekt
- Wilhelm Kobelt (1865–1927), Mitglied des Reichstags und Kommunalpolitiker in Magdeburg, starb in Wernigerode
- Hans Hesse (1865–1938), Generalmajor, starb in Wernigerode
- Paul Gennrich (1865–1946), Theologe, von 1912 bis 1917 Generalsuperintendent der Evangelischen Kirche der Kirchenprovinz Sachsen, starb in Wernigerode
- Curt Stage (1866–1931), evangelischer Theologe, starb hier
- Hans Gregor (1866–1945), Schauspieler, Regisseur und Theaterintendant, setzte sich in Wernigerode zur Ruhe
- Theodor Krummacher (1867–1945), evangelischer Theologe, Absolvent des gräflichen Gymnasiums
- Kersten von Schenck (1868–1924), Landrat, verbrachte seinen Lebensabend in Wernigerode
- Lothar Freiherr Hugo von Spitzemberg (1868–1930), preußischer Landrat in Wernigerode von 1903 bis 1911
- Paul Freye (1869–1958), Gartenarchitekt und Gartenbaudirektor, lernte in der gräflichen Gärtnerei
- Dietrich Vorwerk (1870–1942), evangelischer Pädagoge, Pfarrer und religiöser Schriftsteller, lebte von 1912 bis 1915 in Wernigerode
- Ernst Böhme (1871–1901), evangelischer Theologe
- Otto Geißler (1872–1939), Wasserbauingenieur und Hochschullehrer an der TH Hannover
- Jakob Kroeker (1872–1948), Missionsdirektor
- Käthe Papke (1872–1951), Schriftstellerin, die in Wernigerode lebte
- Alkmar von Alvensleben (1874–1946), Obermedizinalrat und Direktor der Landesfrauenklinik Magdeburg
- Magdalene Gräfin zu Stolberg-Wernigerode (1875–1955), letzte Äbtissin des Klosters Drübeck
- Curt von Ulrich (1876–1946), Oberpräsident der Provinz Sachsen, übersiedelte nach seiner Pensionierung nach Wernigerode
- Erich von Stosch (1877–1946), Landrat des Kreises Wernigerode
- Fritz Höger (1877–1949), Architekt, erbaute 1936 den Bahnhof Westerntor
- Max Otten (1877–1962), Arzt und einer der Pioniere der Arbeitsmedizin
- Kurt Tuch (1877–1963), Maler, Zeichner und Lithograf des Expressionismus, wirkte zeitweilig in Wernigerode
- Paul Viktor Neugebauer (1878–1940), Astronom, starb hier
- Karl Schapper (1879–1941), katholischer Widerstandskämpfer gegen den Nationalsozialismus, besuchte das Gymnasium in Wernigerode
- Hans Holldack (1879–1950), Landtechniker, Pionier der technischen Bodenbearbeitung und Landmaschinenlehre, Grabstätte auf dem Zentralfriedhof
- Wilhelm Herse (1879–1965), von 1919 bis 1927 fürstlicher Archivar und Bibliothekar
- Walther Grosse (1880–1943), Historiker und 1. Vorsitzender des Harzvereins
- Erhard Hübener (1881–1958), Ministerpräsident des Landes Sachsen-Anhalt von 1945 bis 1949, verbrachte Lebensabend in Wernigerode
- Otto Illies (1881–1959), Landschaftsmaler, lebte ab 1924 bis zu seinem Tode in Wernigerode
- Hans Mierendorff (1882–1955), Schauspieler am Theater in Wernigerode
- Heinrich May (1883–1914), Schauspieler und Regisseur, starb in Wernigerode
- Paul Gabriel (1883–1964), evangelischer Pfarrer, theologischer Schriftsteller
- Adalbert Defner (1884–1969), österreichischer Landschaftsfotograf, hatte von 1919 bis 1930 eine Fotowerkstatt in Wernigerode
- Ernst Lothar Julius Graf von Zech-Burkersroda (1885–1946), Diplomat, Absolvent des fürstlichen Gymnasiums
- Hermann Paul Reichardt (1885–1962), Kommunalpolitiker (SPD/SED), von 1945 bis 1947 Landrat des Landkreises Wernigerode
- Wilhelm von der Heyde (1885–1972), Politiker (SPD), besuchte die Schule in Wernigerode
- Horst von Cornberg (1886–1943), preußischer Verwaltungsjurist und Landrat, legte 1906 das Abitur am Gymnasium ab
- Ernst Pörner (1886–1965), Mittelschullehrer und Heimatforscher
- Christian Lahusen (1886–1975), Komponist, besuchte das fürstliche Gymnasium in Wernigerode
- Gustav Petri (1888–1945), Oberst, verweigerte am 10. April 1945 den Befehl, Wernigerode in eine Kampfzone einzubeziehen und wurde deswegen erschossen; gilt als „Retter von Wernigerode“
- Ernst Gall (1888–1958), Kunsthistoriker und Denkmalpfleger, 1907 Absolvent des Gymnasiums in Wernigerode
- Ulrich von Fresenius (1888–1962), Bürgermeister (NSDAP) von Wernigerode
- Brigitte Freifrau von Rechenberg (1890–1967), Schriftstellerin, die unter dem Pseudonym Frau Brigitte zeitweilig in Wernigerode lebte und publizierte
- Friedrich Georg Freiherr von Rechenberg (1891–1966), Schriftsteller, lebte zeitweilig in Wernigerode
- Ernst Loops (1891–1974), Politiker (SPD und Sozialdemokratische Partei der Freien Stadt Danzig) und Senator in Danzig
- Wilhelm von Nathusius (1893–1952), Bürgermeister in Wiesbaden, besuchte von 1902 bis 1912 das Gymnasium in Wernigerode
- Erich Lenné (1893–1987), Goldschmied und Metallgestalter, lebte ab 1962 in Wernigerode
- Franz Vettel (1894–1965), Landwirt und Pflanzenzüchter, starb hier
- Erich Schafranek (1895–1964), Journalist, starb hier
- Wolf-Heinrich von Helldorff (1896–1944), nationalsozialistischer Politiker, Absolvent des fürstlichen Gymnasiums
- Erich Krüger (1897–1978), Maler, wirkte im heutigen Stadtteil Benzingerode
- Max Baur (1898–1988), bedeutender Fotograf, eröffnet 1928 in Wernigerode Atelier und Verlag
- Wilhelm Pramme (1898–1965), Harzmaler aus Halberstadt, lebte in Wernigerode
- Jón Leifs (1899–1968), isländischer Komponist, lebte zeitweilig in Wernigerode
- Ernst Lehnig (1899–1951), niedersächsischer Politiker (SPD) und Mitglied des Braunschweigischen Landtages
- Otto Paulmann (1899–1986), von 1922 bis 1952 Buchhändler und Verleger in Wernigerode
- Wedego Graf von Wedel (1899–1945), Verwaltungsbeamter, besuchte hier das Gymnasium
- Kurt Wabbel (1901–1944), KPD-Stadtverordneter in Halle (Saale), wurde in der KZ-Außenstelle Wernigerode ermordet
- Hermann Grossmann (1901–1948), SS-Obersturmführer und Leiter der Außenstelle Wernigerode des KZ Buchenwald
- Christian Opdenhoff (1902–1975), November 1931 bis August 1932 SA-Führer und Redner, von September 1932 bis Juli 1933 NSDAP-Kreisleiter
- Gertrud Sasse (1902–1994), 1946–1949 Lehrerin, dann Direktorin an der Gerhart-Hauptmann-Oberschule
- Heinrich Heffter (1903–1975), Historiker, besuchte 1912–1921 das Gymnasium in Wernigerode, wurde Biograph von Fürst Otto zu Stolberg
- Rudolf Schröder (1903–1981), Gestapooffizier, lebte nach dem Zweiten Weltkrieg als Arbeiter in Wernigerode
- Johannes Harder (1903–1987), deutsch-russischer Schriftsteller, religiöser Sozialist, Sozialwissenschaftler und Hochschullehrer, gründete 1928 einen Verlag in Wernigerode
- Eugen Klause (1903–1999), Kirchenmusiker und Komponist
- Werner Krynitz (1904–1984), Rezitator
- Elmar Profft (1905–1978), Chemiker und Hochschullehrer, starb in Wernigerode
- Friedrich Sander (1905–1986), Rechtsanwalt und später Oberbürgermeister von Hameln
- Gustav Strahl (1906–1977), von 1950 bis 1962 Bürgermeister der Stadt Wernigerode
- Günther Baumgarten (1906–1989), Chemiker in der Ysatfabrik
- Lotte Knabe (1907–1991), Archivarin, war unmittelbar nach dem Zweiten Weltkrieg mit der Erschließung des fürstlichen Archivs befasst
- Heinz Rusch (1908–1965), Chefredakteur und Publizist, starb hier
- Harry Braun (1908–1979), Dermatologe, starb hier
- Arthur Grimm (1908 – nach 1990), Fotograf, betrieb in den Jahren nach 1945 ein Fotoatelier in der Breiten Straße
- Hugo Launicke (1909–1975), Politiker (KPD/SED), von 1939 bis 1945 KZ-Häftling in Wernigerode
- Hermann Meusel (1909–1997), Botaniker, Leiter des Brockengartens von 1951 bis 1971
- Otto Plachta (1911–1993), Kreiswegemeister
- Johannes Hamel (1911–2002), Theologe, lebte zuletzt in Wernigerode
- Alois Pisnik (1911–2004), Politiker (KPÖ/SED), wählte Wernigerode als Altersruhesitz
- Bert Heller (1912–1970), Maler und Rektor der Kunsthochschule Berlin-Weißensee, von 1946 bis 1950 Dozent an der Kunstschule in Wernigerode
- Karl-August Reckling (1915–1986), U-Bootkommandant und Hochschullehrer, besuchte in Wernigerode das Gymnasium
- Diether Deneke (1918–2002), Naturschützer und SPD-Politiker, besuchte in Wernigerode die Volksschule
- Gerhard Reiche (1920–2014), Stadtarchivar
- Hans Querner (1921–2012), Pionier der Biologiegeschichte Deutschlands, lebte in Wernigerode
- Helmut Rische (1921–2013), Mediziner, Direktor des Bereichs Wernigerode des Robert-Koch-Instituts
- Gerhard Bombös (1922–1991), Herausgeber und Verleger der „Wernigeröder Zeitung“
- Walter Böckmann (1923–2014), Autor, Soziologe, Psychologe, Führungstheoretiker und Logotherapeut, wuchs hier auf
- Ansgar Bethge (1924–2008), Offizier und Inspekteur der Marine von 1980 bis 1985, besuchte das Fürst-Otto-Gymnasium
- Wolfgang Schoor (1926–2007), Komponist, setzte sich in Wernigerode zur Ruhe
- Horst Schönemann (1927–2002), Regisseur, wirkte 1947/48 am Stadttheater Wernigerode
- Zoraida Morales (1927–2004), kubanische Sopranistin, lebte von 1969 bis 1978 als Gesangspädagogin in Wernigerode
- Jo Jastram (1928–2011), Bildhauer, Träger des Kulturpreises 1999 der Stadt Wernigerode
- Martin Kilian (1928–2014), Bobsportler, Sportfunktionär, von 1962 bis 1990 Bürgermeister (SED)
- Friedrich Krell (1928–2020), von 1951 bis 1996 Leiter des Rundfunk-Jugendchores Wernigerode
- Heinz Quitt (1928–2021), Forstingenieur und Naturschützer in Sachsen-Anhalt
- Georg Harder (1929–1985), lebte ab 1946 in Wernigerode, war 1952–1956 Lehrer an der SED-Kreisparteischule Drei-Annen-Hohne
- Helga Neumann (1931–2022), Kunsthistorikerin und Autorin, gestorben in Wernigerode
- Brocken-Benno, eigentlich Benno Wolfgang Schmidt (1932–2022), Rekordwanderer
- Klaus Lüderssen (1932–2016), aufgewachsen in Wernigerode, Rechtswissenschaftler, Strafrechtslehrer, Rechtssoziologe und Autor
- Manfred Oelsner (1932–2002), Lokalhistoriker
- Rolf Schneider (* 1932), Schriftsteller, wuchs in Wernigerode auf
- Gerd Ilte (1933–2016), Lehrer, Galerist (Efeuhaus) und Kunstpreisträger von Wernigerode
- Erwin Harz (1934–2017), Musikpädagoge und Kommunalpolitiker (SPD)
- Hans-Dieter Riechel (1934–2014), Biathlet, starb in Wernigerode
- Klaus Miesner (1935–1989), Handballspieler und Trainer, starb in Wernigerode
- Armin Holicki (1936–2008), Finanzwissenschaftler und Kommunalpolitiker für Die Linke
- Herbert Teubner (* 1937), von 1990 bis 1991 Bürgermeister (CDU)
- Horst-Dieter Weyrauch (* 1936), von 1991 bis 1994 Bürgermeister (CDU)
- Bernd Wolff (* 1939), Schriftsteller, war als Lehrer in Wernigerode tätig
- Uwe Wegener (* 1941), wissenschaftlicher Leiter des Nationalparks Harz (bis 2004)
- Bernd Göbel (* 1942), Bildhauer, schuf die Figurengruppe in der Gedenkstätte Veckenstedter Weg und den Brunnen auf dem Nikolaiplatz
- Karl Born (* 1943), Wirtschaftswissenschaftler und Manager, von 2000 bis 2006 Professor an der Hochschule Harz
- Ludwig Hoffmann (* 1943), von 1994 bis 2008 Oberbürgermeister (SPD)
- Hans-Bert Matoul (1945–2025), Fußballspieler, spielte für den FC Einheit Wernigerode
- Wolfgang Witte (* 1945), Mikrobiologe, Leiter des Robert Koch-Instituts in Wernigerode
- Jürgen Hainz (1950–1972), Todesopfer an der innerdeutschen Grenze
- Konrad Breitenborn (* 1950), Museologe und Historiker, wirkt in Wernigerode
- Hans-Ulrich Kison (* 1950), Biologe und stellvertretender Leiter des Nationalparks Harz
- Wolfgang Rabsch (* 1951), Bakteriologe und Epidemiologe im RKI
- Marlies Ameling (* 1952), Formgestalterin und Industriedesignerin, Kunstpreisträgerin
- Bernhard Zimmermann (* 1952), Dekan an der Hochschule Harz
- Michael Ermrich (* 1953), Landrat, Harzklub-Vorsitzender, Aufsichtsratsvorsitzender der Harzer Schmalspurbahnen
- Gisela Burkhardt-Holicki (* 1953), Wirtschaftswissenschaftlerin an der Hochschule Harz
- Gerti Töpfer (* 1953), Politikerin (CDU), von 2003 bis Mai 2014 Oberbürgermeisterin der Großen Kreisstadt Riesa
- Axel Tyll (* 1953), Fußballnationalspieler, spielte nach seiner Zeit beim 1. FC Magdeburg beim FC Einheit Wernigerode
- Andreas Pusch (* 1955), Forstwissenschaftler und Naturschützer, von 2006 bis 2021 Leiter des Nationalparks Harz
- Friedhart Knolle (* 1955), Geologe und Naturschützer
- Matthias Puhle (* 1955), Historiker, von 2007 bis 2012 Vorstandsmitglied der „Stiftung Schloß Wernigerode“
- Angela Gorr (* 1957), Politikerin (CDU), Vorsitzende des CDU-Ortsverbandes Wernigerode
- Günter Klomhuß (1959–2025), Fußballspieler bei Motor Wernigerode
- Peter Gaffert (* 1960), Oberbürgermeister (2008–2022)
- Rainer Ehrt (* 1960), Maler, Grafiker, Illustrator und Cartoonist, besuchte die Schule in Wernigerode
- Thomas Brezinka (* 1961), österreichischer Dirigent, dirigierte von 1990 bis 1993 das Philharmonische Kammerorchester
- Frank Ruch (* 1961), Oberbürgermeister der Stadt Quedlinburg, besuchte die Agarfachschule in Wernigerode
- Claudia Look-Hirnschal (1962–2018), Moderatorin und Redakteurin, Mitglied des Rundfunk-Jugendchores
- Christian Fitzner (* 1962), Musikdirektor, Dirigent, wirkt in der Stadt und deren Umfeld
- Uwe Lagatz (* 1962), Pädagoge und Historiker, Kulturpreisträger 2008 der Stadt Wernigerode
- Dietmar Schütze (* 1962), bis 1982 bei der BSG Einheit Wernigerode, wechselte dann zum BFC Dynamo
- Thomas Gaevert (* 1964), Journalist und freier Autor, war als Schriftsetzer und Urlaubsbetreuer hier tätig
- Folker Roland (* 1964), Betriebswirt, Rektor der Hochschule Harz
- Roland Pietsch (* 1965), Forstwissenschaftler, Leiter des Nationalparks Harz
- Thorsten Schmidt (* 1965), seit 1990 Verleger in Wernigerode
- Frank Diesener (* 1966), Politiker und ehemaliger Staatssekretär (CDU), war Schulleiter in Wernigerode
- Jörg Brückner (* 1966), Historiker und Archivar
- Bastienne Voss (* 1968), Schauspielerin, Sängerin und Autorin, besuchte die Schule in Wernigerode
- Robert Göstl (* 1969), Leiter der Rundfunk-Jugendchores Wernigerode
- Reiko Füting (* 1970), Komponist, war Mitglied des Rundfunk-Jugendchores Wernigerode
- Evelyn Edler (* 1981), Politikerin, von 2011 bis 2016 Landtagsabgeordnete (Die Linke)
- Robin Pietsch (* 1988), Koch und Betreiber zweier Sternerestaurants in Wernigerode